# ناهید سالیانی
ناهید سالیانی (زادهٔ ۱۳۱۵ در بندر انزلی – درگذشته ۳۰ شهریور ۱۳۹۹) مجسمه‌سازایرانی بود.

## زندگی‌نامه
ناهید سالیانی متولد ۱۳۱۵ در بندر انزلی است. بعد از اتمام دوران تحصیل مقدماتی راهی تهران شد تا در هنرستان هنرهای زیبای دخترانه به تحصیل بپردازد. وی در دانشکده هنرهای زیبا تهران در رشتهٔ مجسمه‌سازی تحصیلات آکادمیک خود را آغاز کرد. او تحصیلات خود را در رشته مجسمه‌سازی با به دست آوردن مقام اول و دریافت مدال درجه‌یک فرهنگی در سال ۱۳۳۸ به پایان رساند.
سالیانی بعد از فارغ‌التحصیل شدن از دانشگاه تهران دوره یک ساله مجسمه‌سازی را در فرانسه گذراند. بعد از فارغ‌التحصیلی به ایران بازگشت و در دانشکدهٔ هنرهای زیبا به تدریس مشغول شد. ناهید سالیانی همزمان با تدریس در ایران، در ایتالیا در نمایشگاه‌های گروهی دانشجویان آکادمی در شهرهای رم، فلورانس و ناپل شرکت کرد.
او همچنین در نمایشگاه گروهی بانوان هنرمند در پاریس شرکت کرد و در نمایشگاه آثار هنرمندان معاصر ایران از طریق وزارت فرهنگ و هنر، و در نمایشگاه بین‌المللی تهران از طرف انجمن فرهنگی ایران و فرانسه هم مشارکت کرد و آثار و مجسمه‌هایش مورد توجه منتقدان قرار گرفت. ناهید سالیانی استاد اسبق دانشکده هنرهای زیبا، عضو شورای هنری سازمان زیباسازی شهر تهران، داوری بسیاری از بینالها و سمپوزیوم‌ها را به عهده داشته‌است.

## نمایشگاه‌ها
- ۱۹۶۳ نمایشگاه دانشجویان آکادمی‌های: رم، فلورانس، ناپل
- ۱۹۶۴ نمایشگاه گروهی در پالاتسو ماسیمو در شهر رم
- ۱۳۵۳ نمایشگاه آثار هنرمندان معاصر ایران به مناسبت بازیهای آسیایی در تهران
- ۱۳۵۳ شرکت درنمایشگاه بین‌المللی تهران با شرکت و همکاری گالری پاییز پاریس
- ۱۳۵۳ نمایشگاه آثار هنرمندان معاصر ایران به مناسبت هشتمین جشن فرهنگ و هنر تهران
- ۱۳۵۴ نمایشگاه زن و هنر تهران
- ۱۳۵۴ نمایشگاه آثار هنرمندان در نگارخانه تخت جمشید تهران
- ۱۳۵۵ نمایشگاه دو نفره مجسمه‌سازی و نقاشی در گالری مهر شاه تهران
- ۱۳۵۶ نمایشگاه انفرادی در نگارخانه کرته تهران
- ۱۹۷۸ شرکت در بینال بال در سوییس
- Basle ۱۹۸۲ نمایشگاه نمایشگاه در شهر بوستون تکزاس آمریکا
- ۹۹–۱۹۸۸ شرکت در نمایشگاه‌های متعدد و فعالیت‌های گروهی به هنگام تدریس درکالج به اتفاق همکاران دانشگاهی هنرمند در شهر بوستون ماسوچست آمریکا[۵]